# Быковская, Наталья Валерьевна
Ната́лья Вале́рьевна Быко́вская (род. 2 октября 1978, Петров Вал, Волгоградская обл., СССР) — российский учёный-экономист в сфере экономики сельского хозяйства, общественный деятель. 
Доктор экономических наук, много лет являлась профессором и зав. кафедрой экономики и финансов в Российском государственном университете народного хозяйства (РГУНХ), автор нескольких книг и свыше 200 журнальных публикаций, профессор РАН. Разработала комплекс практических рекомендаций по совершенствованию организационно-экономического механизма инновационного развития молочного скотоводства. За научную деятельность в этой области отмечена рядом наград Министерства сельского хозяйства России.
Директор Института социально-экономического развития и человеческого капитала им. космонавта В. Ф. Быковского, президент носящего его имя Фонда содействия развитию авиации и космонавтики, патриотического воспитания молодёжи, а также председатель попечительского совета Музея Быковского в Павлово-Посадском городском округе.

## Образование, становление
Родилась в 1978 году в Волгоградской области.
Окончила экономический факультет Мичуринского государственного аграрного университета по специальности «финансы и кредит» (2000). 
Кандидат экономических наук (2004, тема: «Повышение экономической эффективности молочного скотоводства»). Доктор экономических наук (2016, тема: «Организационно-экономический механизм инновационного развития молочного скотоводства»). Профессор по специальности «Экономика и управление народным хозяйством» (2017).
12 апреля 2022 года избрана профессором Российской академии наук (РАН).

## Профессиональная биография

### Научные исследования
Научная деятельность Быковской посвящена проблемам развития агропромышленного комплекса (АПК), совершенствованию элементов организационно-экономического механизма развития АПК, в том числе молочного скотоводства. Ведёт исследования в области развития сельских территорий и диверсификации сельскохозяйственного производства, анализа финансово-хозяйственной деятельности сельскохозяйственных организаций. 
Разработала практические предложения и рекомендации по совершенствованию элементов организационно-экономического механизма инновационного развития молочного скотоводства; разработала методику оценки уровня инновационного развития молочного скотоводства и модель инновационного развития отрасли.
Опубликовала более 230 научных работ, 10 монографий. Выступала на профильных форумах разного уровня, в том числе с пленарными докладами.
- Повышение экономической эффективности молочного скотоводства: монография / Н. В. Быковская – М.: Изд-во РГАЗУ, 2004. – 101 с.
- Управление инвестиционным портфелем предприятия: монография / Н. В. Быковская, Т. В. Свешникова – М.: Изд-во «Спутник+», 2014. – 75 с.
- Организационно-экономический механизм инновационного развития молочного скотоводства: монография / Н. В. Быковская – М.: Изд-во РГАЗУ, 2015. – 160 с.
- Повышение устойчивости сельскохозяйственного развития на основе диверсификации / Н. В. Быковская, Р. Г. Мумладзе, И. В. Усольцев – М.: Изд-во «Русайнс», 2015. – 128 с.
- Стратегическое развитие сельскохозяйственного предприятия в условиях рыночной экономики / Р. Г. Мумладзе, Н. В. Быковская, Н. М. Иванова. – М.: Изд-во «Русайнс», 2015. – 200 с.
- Планирование и прогнозирование АПК / В. Д. Гончаров, Н. В. Быковская, С. В. Котеев, С. Г. Сальников – М.: Изд-во «Ким Л.А.», 2021. – 194 с.
- Модернизация продовольственного комплекса в условиях санкций / В. Д. Гончаров, Н. В. Быковская, С. В. Котеев, С. Г. Сальников – М.: Изд-во «Ким Л.А.», 2022. – 184 с.

- Инновационное развитие регионов / Н. В. Быковская, И. М. Власова, И. С. Камайкина // Экономика сельского хозяйства России. – 2021. – №6. – С. 12-17.
- Органическое сельское хозяйство в России – эффективные практики и научно-технические разработки регионов / Н. В. Быковская, М. В. Сапегина, З. В. Поддубная // Экономика сельского хозяйства России. – 2021. – №5. – С. 59-63.
- Производительность труда как основной критерий экономического роста: теоретические и практические аспекты (применительно к сельскому хозяйству) / Н. В. Быковская, О. В. Бондаренко, Э. Б. Толпаров // Экономика сельскохозяйственных и перерабатывающих предприятий – 2021. – № 11. – С. 24-29.
- Оценка устойчивости развития сельскохозяйственного производства с учетом изменения внешней среды / Н. В. Быковская, Е. В. Баришевский // Маркетинг и менеджмент «Russian Journal of Management» – 2021. – Т. 9. – № 3. – С. 136-140.
- Оценка финансового состояния сельскохозяйственных организации в зависимости от вида деятельности / Н. В. Быковская, З. В. Поддубная, Е. А. Долгова // Экономика сельского хозяйства России – 2022. – №5. – С. 91-95.
- Оценка финансового состояния сельскохозяйственных организации в зависимости от размеров / Н. В. Быковская, И. С. Камайкина, А. В. Мариничева // Экономика сельского хозяйства России – 2022. – №6. – С.87-93.
- Социально-экономические проблемы сельских территорий России / Н. В. Быковская, О. В. Николаев, Н. И. Литвина // Фундаментальные прикладные исследования кооперативного сектора экономики – 2022. – №3. – С. 159-166.
- Совершенствование системы страхования сельского хозяйства / Н. В. Быковская, А. И. Афонин // Russian Journal of Management – 2025. – Т.12. – №4 – С. 57-62.

### Преподавание, оргработа
Начала педагогическую деятельность в Российском государственном аграрном заочном университете (ныне РГУНХ) в должности преподавателя кафедры «Финансы и анализ» (2000–2001). Далее прошла должности старшего преподавателя (2002–2004) и доцента (2004–2009) кафедры «Менеджмент и социология труда», заведующей кафедрой «Коммерция» (2009–2011), декана факультета управления и коммерции (2011–2013) и директора (2013–2018) Института коммерции, менеджмента и инновационных технологий. После реорганизации структуры университета – заведующая кафедрой «Финансы и учёт» (2018–2020), заведующая кафедрой «Экономика и финансы» (2020–2023). Эпизодически также работала в других вузах РФ.
Участвует в разработке учебных планов, учебных программ для подготовки бакалавров и магистров, аспирантов в области экономики. Подготовила 4 кандидатов наук по специальности 08.00.05 – Экономика и управление народным хозяйством. Руководит магистерской программой «Корпоративные финансы» по направлению 38.04.08 – Финансы и кредит. Организует межвузовские конференции студентов, аспирантов и молодых учёных.

## Общественная деятельность
Будучи невесткой одного из первых советских космонавтов — В. Ф. Быковского — способствует сохранению памяти о родственнике, популяризации науки и конкретно космонавтики (хотя её научная работа далека от этой сферы, см. выше) среди подрастающих поколений в России.
Является директором Автономной некоммерческой организации дополнительного профессионального образования «Институт социально-экономического развития и человеческого капитала имени космонавта Валерия Федоровича Быковского» в Звёздном городке Московской области.
Председатель попечительского совета Музея космонавта Валерия Быковского «Павлово-Посадский музейно-выставочный комплекс» в городском округе Павловский Посад Московской области. Президент Фонда содействия развитию авиации и космонавтики, патриотического воспитания молодежи имени дважды Героя Советского Союза космонавта В. Ф. Быковского. Председатель редакционной коллегии и организатор ежегодной Всероссийской научно-практической конференции «Быковские чтения», организатор детского ежегодного творческого конкурса «Дорога в космос».

## Признание, награды
- 2010: Почётная грамота Министерства сельского хозяйства и продовольствия Московской области (2010);
- 2015: Благодарность Министерства сельского хозяйства РФ;
- 2021: Бронзовая медаль по итогам проведения конкурса выставки «Золотая осень» Министерства сельского хозяйства РФ в номинации «За успешное внедрение инноваций в сельском хозяйстве» за инновационную разработку «Прогнозирование АПК»;
- 2022: Почётное учёное звание «Профессор РАН» (Отделение сельскохозяйственных наук)[2];
- 2022: Золотая медаль по итогам проведения конкурса выставки «Золотая осень» Министерства сельского хозяйства РФ за издание научной монографии «Модернизация продовольственного комплекса в условиях санкций».

Признание также получили её усилия, направленные на популяризацию космической тематики: она победитель конкурса Фонда президентских грантов (2019), лауреат премии губернатора Московской области «Мы рядом ради перемен 2021» в номинации «Перемены Подмосковья», отмечена благодарностью губернатора (2024).